# 김성일 (조선민주주의인민공화국의 정치인)
김성일(? ~ )은 조선민주주의인민공화국의 정치인이다. 조선로동당 중앙위원회 위원과 함경남도 당위원회 위원장을 역임했다.

## 경력
2016년 5월 조선로동당 중앙위원회 위원 겸 함경남도 당 위원회 위원장으로 임명되었다. 그러나 2020년 9월 5일 태풍 마이삭의 피해를 막지 못했다는 이유로 김정은의 명령으로 해임되었다.